# The Non-Commissioned Officer
The Non-Commissioned Officer è un cortometraggio muto del 1912 diretto da Charles J. Brabin.

## Produzione
Il film fu prodotto dalla Edison Manufacturing Company.

## Distribuzione
Distribuito dalla General Film Company, il film - un cortometraggio in una bobina - uscì nelle sale cinematografiche degli Stati Uniti l'11 novembre 1912. Il 5 febbraio 1913, venne distribuito anche nel Regno Unito.